# Гонтов Яр
Го́нтов Яр (укр. Гонтів Яр) — село в Валковской городской общине Богодуховского района Харьковской области Украины.
Код КОАТУУ — 6321282001. Население по переписи 2001 г. составляет 523 (238/285 м/ж) человека.
До 2020 года являлось административным центром Гонтово-Ярского сельского совета, в который, кроме того, входили сёла Водопой,
Корсуновка, Круглик, Кузьмовка и
Старые Валки.

## Географическое положение
Село Гонтов Яр находится на склонах балки Пересвитня, по которой протекает пересыхающий ручей.
Примыкает к городу Валки, сёлам Водопой и Корсуновка.
Село пересекает автомобильная дорога М-03 (E 40).
Части села раньше назывались Бобирка и Тарапатовка.

## История
- 1768 — дата основания.
- В 1940 году, перед ВОВ, в Гонтовом Яре без окружающих хуторов были 126 дворов и сельсовет.[3]
- В 1940 году в селе Бабирка были 49 дворов.[1]
- В 1940 году на хуторе Тарапатовка были 29 дворов.[2]
- В 1940 году на хуторе Перелесок были 44 двора и две ветряные мельницы.[4]
- После ВОВ данные и более мелкие близрасположенные хутора, кроме Водопоя, были включены в состав Гонтова Яра.

## Экономика
- В селе есть молочно-товарная, свино-товарная и птице-товарная фермы.
- «ГОНТІВ ЯР», отель.
- «АГРОНОМ», сельскохозяйственное ООО.
- ЧСП «Сига».